# 黑变病
黑变病（英語：Melanosis，又称皮肤黑变病）是一类不常见的皮肤病，表现为黑色素过度的沉着，治疗比较困难。 这类疾病包括了焦油黑变病、结肠黑变病、瑞尔黑变病等。